# Spitskoppython
De spitskoppython (Loxocemus bicolor) is een slang uit de familie Mexicaanse pythons (Loxocemidae).

## Naam en indeling
Het is de enige soort uit het monotypische geslacht Loxocemus en de eveneens monotypische familie Loxocemidae. De soort werd voor het eerst wetenschappelijk beschreven door Edward Drinker Cope in 1861. Later werd de wetenschappelijke naam Loxocemus sumichrasti gebruikt.
De spitskoppython werd vroeger tot de pythons gerekend, een onderfamilie van de boa-achtigen of reuzenslangen. Pythons echter leven allemaal in Afrika, Australië en Azië, deze soort komt voor langs de oostkust van noordelijk Zuid-Amerika. Er werd tot voor kort ook een andere soort tot de familie gerekend, Loxocemus sumichrasti, maar de beschreven exemplaren bleken spitskoppythons te zijn.
De relatie van de spitskoppython met andere groepen slangen is vooralsnog onbekend, en studie naar het dier is in het wild niet eenvoudig vanwege de gravende levenswijze. Vermoed wordt dat de slang verwant is aan de wurgslangen of boa-achtigen, maar de manier van prooien wurgen lijkt meer op de slangen uit de familie toornslangachtigen (Colubridae).

## Uiterlijke kenmerken
De maximale lengte is ongeveer anderhalve meter, maar veel gevonden exemplaren blijven kleiner dan een meter. Het lichaam is gespierd en stevig en de zachte huid heeft een sterk iriserende (parelmoerachtige) glans. De smalle kop is een beetje afgeplat om beter te kunnen graven, wat bij deze soort te maken heeft met de levenswijze. Ook is de neus wigvormig, de huid is glad, de kop is niet goed te onderscheiden van de rest van het lichaam en de ogen zijn klein; allemaal aanpassingen aan een gravende levenswijze, die bij pythons niet voorkomen. De kleuren zijn bruin tot grijs- of roodbruin van boven en dof geel tot witgeel aan de onderzijde. Hier is ook de wetenschappelijke soortnaam aan te danken; bi-color betekent twee-kleurig. Strepen en patronen komen niet voor, maar oudere exemplaren krijgen soms lichtere vlekken, die bij jonge dieren altijd ontbreken. Bij vrijwel alle slangen is dit net andersom; juvenielen hebben patronen die bij oudere dieren vervagen.

## Levenswijze
De slang eet alles wat voor de bek komt als het maar niet te groot is; andere reptielen, amfibieën en knaagdieren. Ook reptieleneieren worden opgespoord en gegeten, onder andere die van de warana, een zeeschildpad, en die van de zwarte en groene leguaan. De slang wordt wel in mierennesten aangetroffen maar gebruikt deze waarschijnlijk slechts als schuilplaats en niet om mieren te eten. Naast een verscholen levenswijze is de soort ook nachtactief. Hierdoor is het niet precies bekend hoe het gaat met de soort, maar in veel streken is de slang waarschijnlijk relatief algemeen.
Mannetjes in de paartijd zijn zeer fel tegen soortgenoten en kunnen elkaar met hun stevige beet wonden toebrengen. De spitskoppython is net als de 'echte' pythons eierleggend. Meestal worden slechts twee tot vier eitjes per legsel afgezet maar er zijn meerdere legsels per jaar. Na vijf jaar is een juveniel volwassen en kan zich voortplanten. Van in gevangenschap gehouden exemplaren is bekend dat een leeftijd van bijna 32 jaar kan worden bereikt.
De slang laat zich in gevangenschap relatief eenvoudig verzorgen. Het blijkt zelfs dat de slang ondanks de grote kaken en sterke kaakspieren, nodig om de wat grotere prooien te eten, niet gebruikt om te bijten, zelfs niet als het dier wordt vastgepakt en dat is vrij uitzonderlijk. De slang zal proberen zijn kop te verstoppen tussen de lussen van het lichaam.

## Verspreiding en habitat
De habitat bestaat uit vochtige tropische en subtropische laaglandbossen, tropische en subtropische bossen en mangrovegebieden. Wat betreft habitat is de slang niet kieskeurig en het dier wordt aangetroffen in zowel drogere, rotsige omgevingen als vochtige tropische regenwouden. De spitskoppython is een bodembewoner die voornamelijk ondergronds leeft maar ook wel op de bodem jaagt. De soort is aangetroffen van zeeniveau tot op een hoogte van ongeveer 800 meter boven zeeniveau. De python komt voor in delen van Midden-Amerika en leeft in de landen Costa Rica, El Salvador, Guatemala, Honduras, zuidoostelijk Mexico en Nicaragua.

## Beschermingsstatus
Door de internationale natuurbeschermingsorganisatie IUCN is de beschermingsstatus 'veilig' toegewezen (Least Concern of LC).